# ترن هوایی (فیلم)
«ترن هوایی» (انگلیسی: A Switchback Railway) یک فیلم صامت کوتاه بریتانیایی در سبک مستند به کارگردانی رابرت ویلیام پل است که در سال ۱۸۹۸ منتشر شد. این فیلم دربارهٔ ترن هوایی و نخستین شهربازی‌ها می‌باشد.